# Dren de Valsequillo
El Dren de Valsequillo es un canal proveniente de la ciudad de Puebla, México que atraviesa la ciudad de Tehuacán. En tiempos anteriores al gran apogeo de la Industria maquiladora y textil se utilizaba principalmente para el riego de los campos de cultivo al sur de la ciudad de Tehuacán. A partir de la década de los 90s el dren de Valsequillo se convirtió en desagüe de desechos industriales y drenajes.

## Zonas de descarga
Las descargas de la lavandería empiezan en Cuayucatepec, donde se encuentran las plantas de Private Label y Cualquier Lavado, pasan por San Lorenzo	Teotipilco,	donde	se	ubican	AZT International y Lavapant, y atraviesan toda la ciudad, hasta terminar en San Diego Chalma, donde esta agua azul oscura se utiliza para el riego agrícola. Las descargas residuales de las demás lavanderías, que se ubican fuera de esta ruta, son vertidas al drenaje público, que también se conecta con el Canal de Valsequillo. Tanto en Ajalpan como en Santiago Miahuatlán, también se puede observar esta agua contaminada en los ríos y barrancas, que después es vertida a los campos de siembra.
Entre los principales problemas de la contaminación de este dren se encuentran la disminución de los mantos freáticos, actualmente existen comunidades que utilizan el agua contaminada para regar cultivos en la zona de Tehuacán  y sus alrededores. El impacto que tienen es en las zonas más pobres y vulnerables de la ciudad de Tehuacán.
El Organismo Operador de Servicios de Agua Potable y Alcantarillado (OSSAPAT). En marzo del 2000 aportó datos alarmantes sobre el uso, la necesidad y el abasto del agua en la ciudad, entre los que se encuentran:
- Los mantos freáticos disminuyen entre 1 y 1.5 metros anualmente en Tehuacán, mientras que la población crece entre 10 y 13 mil habitantes al año.
- Anteriormente los pozos los perforaban hasta 15 metros para encontrar agua, pero actualmente tiene que buscar el vital líquido hasta los 200 metros de profundidad.

## Planes de saneamiento
A pesar de tener un impacto perjudicial ha habido pocas actividades para rescatar el dren. La Comisión Nacional del Agua (CNA), tenía planeadas etapas hasta el año 2007. Según la opinión de los habitantes de la ciudad hasta el gerente estatal de la Comisión Nacional del Agua en materia de protección al ambiente casi o ninguna empresa cumple con las disposiciones cuando descargan sus aguas residuales al dren. Los permisos de explotación de pozos para las lavanderías de mezclilla son concedidos por la Comisión Nacional del Agua (CNA). La Comisión Nacional del Agua a nivel estatal tiene un proyecto de saneamiento integral que incluye al municipio de Tehuacán, que consiste en revestir con planchas de concreto la longitud de 9 km, cuya mayor parte atraviesta la ciudad, y la instalación de una planta de tratamiento de aguas residuales. Según el proyecto original la obra se concluiría en el año 2007. El costo sería de 135 millones de pesos a partes iguales entre la Federación y el Estado. La planta daría servicio al municipio de Tehuacán, a municipios vecinos y a desagües industriales de granjas y servicios.
Las lavanderías industriales están obligadas a tratar el agua antes de descargarla al drenaje, y es responsabilidad de la CNA y las autoridades municipales verificar y validar el correcto y continuo funcionamiento de sus plantas de tratamiento.